# 요시미 요시아키
요시미 요시아키(일본어: 吉見義明, 1946년 ~ )는 일본의 역사 학자, 주오대학교 상학부 교수이다. 전공은 일본사. 일본 전쟁책임자료센터의 대표이다. 일본군의 위안부 문제와 독가스 전쟁 연구자로 널리 알려져 있다.
처음에는 심리학을 전공할 생각이었지만, 도쿄대 문학부 심리학과에서 쥐 실험을 위주로 하는 것을 본 뒤, 자신과는 맞지 않겠다고 생각하여 기업에 취업해도 자신이 별 도움이 될 것 같지 않다고 생각했다. 뭐든 찾아보고 조사하는 것을 좋아해서 역사학자의 길을 걷게되었다. 1992년에 일본군의 독가스 문제를 연구하던 중 일본 정부가 직접 위안소를 설립하라고 지시한 다수의 자료를 발견하고 위안부 문제에 대해 연구를 하였다.

## 약력
- 1946년 : 야마구치현 출신.
- 1970년 : 도쿄대학교 문학부 국사학과 졸업.
- 1973년 : 도쿄대학교 문학부 조수(助手).
- 1976년 : 주오대학교 상학부 전임강사.
- 1977년 : 주오대학교 조교수.
- 1988년 : 주오대학교 교수.

## 같이 보기
- 위안부
- 일본이 저지른 전쟁 범죄